# Graciela Martínez
Graciela Guadalupe Martínez Portillo (ur. 9 czerwca 1989) – salwadorska zapaśniczka walcząca w stylu wolnym. Brązowa medalistka igrzysk Ameryki Środkowej i Karaibów w 2010. Zdobyła złoty medal na igrzyskach Ameryki Środkowej w 2010 i brązowy w 2017 roku.